# Jakob Schwarzkopf

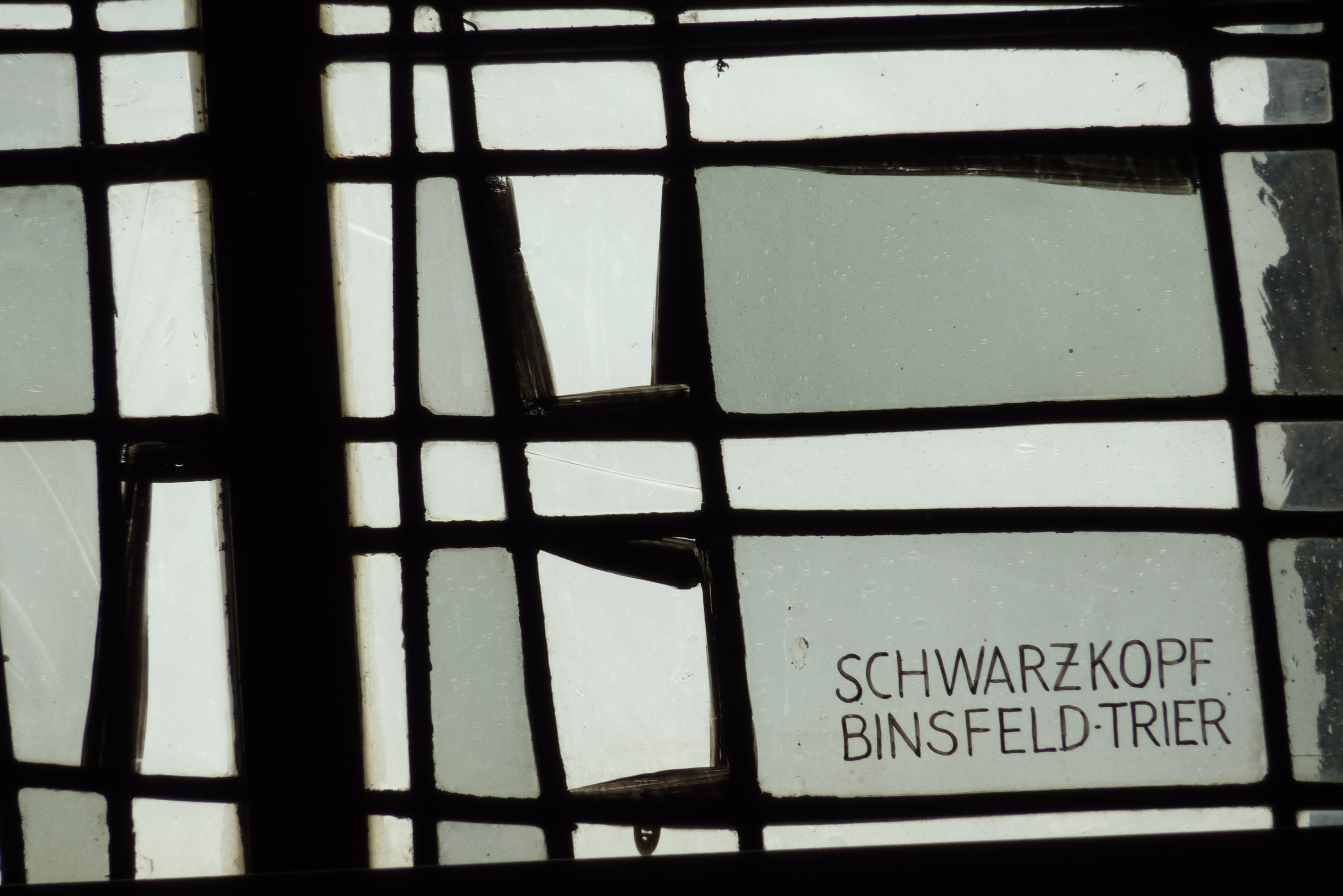
Bleiglasfenster von Schwarzkopf

Jakob Schwarzkopf (* 18. August 1926 in Koblenz; † 11. Juli 2001 in Trier) war ein deutscher Glasmaler.

## Leben
Jakob Schwarzkopf wurde am 18. April 1926 in Koblenz geboren. Von 1948 bis 1952 studierte er an der Werkschule Trier bei Heinrich Dieckmann und Peter Krisam. Ab 1953 arbeitete er mit der Glasmalerei-Werkstatt Binsfeld zusammen. 
Durch die Zerstörungen des Zweiten Weltkriegs bestand ein großer Bedarf an neuen Verglasungen für Kirchen, sodass Schwarzkopf zahlreiche Aufträge auf diesem Gebiet erhielt. Zudem wurden durch die Anlage neuer Baugebiete an vielen Orten zusätzliche Kirchen errichtet, die ebenfalls künstlerisch gestaltete Verglasungen benötigten. Am 11. Juli 2001 starb Jakob Schwarzkopf in Trier.
Viele nach seinen Entwürfen gefertigte Fenster wurden in den letzten Jahren restauriert, durch die Schließung nicht mehr benötigter Kirchen und ihre Umnutzung sind andere jedoch gefährdet.

## Ausstellungen (Auswahl)
- 1976: Mittelrhein-Museum in Koblenz
- 1978: Katholische Akademie in Trier
- 1988: Bischöfliches Museum in Trier
- 1988: Mittelrhein-Museum in Koblenz
- 1990: Rheinisches Landesmuseum in Trier
- 2000: Europäische Kunstakademie in Trier
- 2001: Künstlerhaus Metternich in Koblenz
- 2001: Schloss Waldthausen, anlässlich der Verleihung des Kunstpreises des Berufsverbandes Bildender Künstler
- 2012: Museum Schloss Fellenberg in Merzig
- 2012: Kunstverein Trier Junge Kunst

## Ehrungen
- 1964, 1970: Ehrenpreis der Stadt Salzburg im Rahmen der Sommerakademie
- 1976: Ramboux-Preis der Stadt Trier
- 1988: Staatspreis Rheinland-Pfalz für Zeichnen
- 1989: Hanns-Sprung-Preis der Stadt Koblenz
- 1996: Ehrenbrief der Stadt Trier
- 2001: Kunstpreis des Berufsverbandes Bildender Künstler

## Würdigung
„Jakob Schwarzkopf zählt zu den bedeutendsten deutschen Glasmalern des 20. Jahrhunderts. Die Glas- und Wandbilder des vielfach mit Preisen ausgezeichneten Malers finden sich in über 350 profanen und sakralen Gebäuden in Deutschland, Luxemburg, Belgien, Japan, Korea, Thailand und den USA.“